# 広告学校
広告学校（こうこくがっこう、1982年 - ）は、日本のコピーライターを養成する専門学校。コピーライターの糸井重里、仲畑貴志、天野祐吉らが創設。広告批評が主催した。「いい学校ですが、モトをとれるかどうかはあなた次第です。読んで字の如く、『広告を学ぶ学校』」をコピーとする。『一般コース』と総合コース『月組（コピーライティング中心）』、『星組（CMプランニング中心）』、『虹組（広告デザイン中心）』の計四クラスがある。

## 講師
- 糸井重里 （コピーライター）
- 岩崎俊一 （コピーライター）
- 杉山恒太郎 （コピーライター）
- 米村浩 （コピーライター）

## 卒業生
- ナンシー関 （コラムニスト）
- 大久保幸夫 （人事コンサルタント、リクルートワークス研究所所長）
- 岡本欣也 （コピーライター）